# Steuerberg

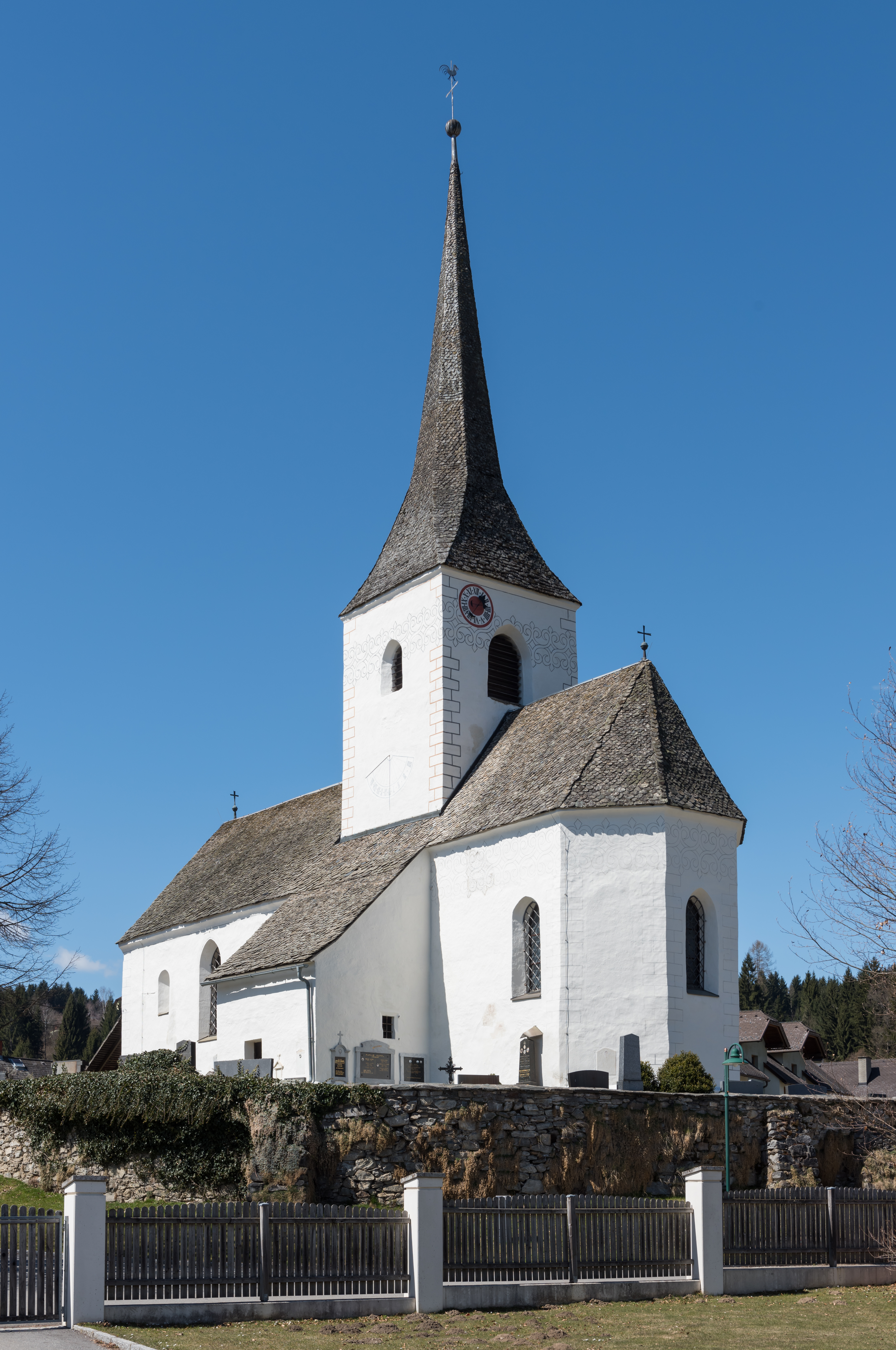
Pfarrkirche Steuerberg

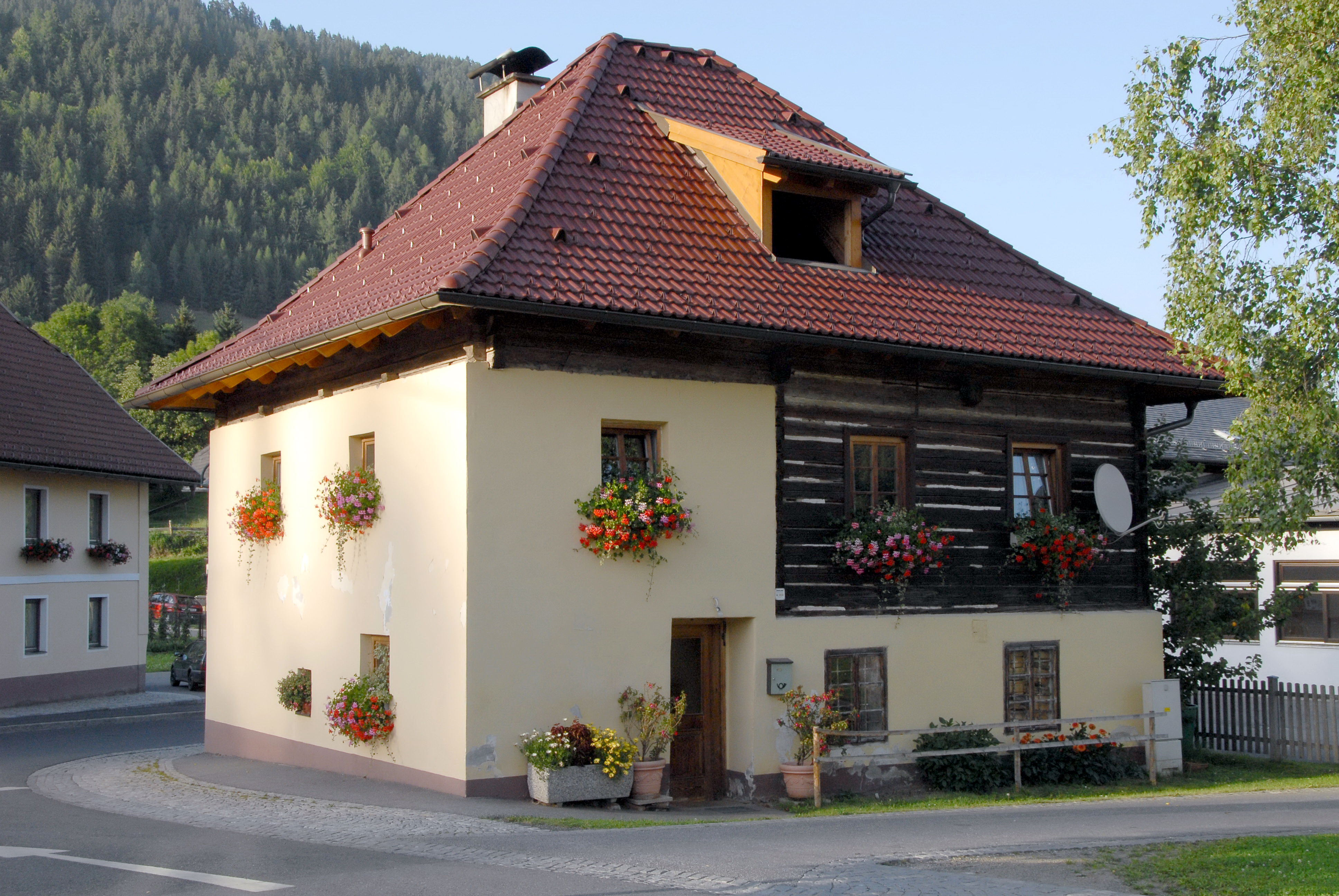
Altes Wohnhaus in Steuerberg

Steuerberg ist eine Gemeinde mit 1580 Einwohnern (Stand 1. Jänner 2024) im Bezirk Feldkirchen in Österreich, im Bundesland Kärnten.

## Geographie
Steuerberg liegt in den Gurktaler Alpen zwischen dem Gurktal und dem Wimitztal, etwa 10 km nördlich von Feldkirchen.

### Gemeindegliederung
Steuerberg ist in die vier Katastralgemeinden Altsteuerberg, Neusteuerberg, Wabl und Wachsenberg gegliedert. Das Gemeindegebiet umfasst folgende 31 Ortschaften (in Klammern Einwohnerzahl Stand 1. Jänner 2024):
- Dölnitz (21)
- Eden (3)
- Edern (22)
- Edling (35)
- Felfern (42)
- Fuchsgruben (58)
- Glabegg (14)
- Goggau (13)
- Graben (36)
- Hart (152)
- Hinterwachsenberg (4)
- Jeinitz (25)
- Kerschdorf (124)
- Köttern (81)
- Kraßnitz (26)
- Niederwinklern (23)
- Pölling (22)
- Prapra (7)
- Regenfeld (44)
- Rennweg (176)
- Rotapfel (49)
- Sallas (0)
- St. Martin (4)
- Sassl (5)
- Severgraben (3)
- Steuerberg (149)
- Thörl (6)
- Unterhof (60)
- Wabl (27)
- Wachsenberg (349)
- Wiggis (0)

### Nachbargemeinden
| Albeck     |                                             | Weitensfeld |
| Gnesau     | Kompassrose, die auf Nachbargemeinden zeigt | Frauenstein |
| Himmelberg | Feldkirchen                                 | Sankt Urban |

## Geschichte
„Touernich“ (nach Kranzmayer „Dorf am guten Bach“), der frühere Name Steuerbergs, wurde in einer undatierten Schenkungsnotiz des Klosters Admont erwähnt, deren Erstellung auf die Jahre zwischen 1130 und 1145 eingegrenzt werden konnte. 1147 erscheint eine Schenkung von zwei Huben in Glödnitz und eines Gasthauses „ad Touernich“ des „Reginher de Touernich“, Sohn des Swiker von Hollenburg und wohl ein Lehnsmann Bernhards von Spanheim, an Admont. 1169 wurde in einer Urkunde ein „Reginherus de Steyrberch“ angeführt, was als älteste Nennung des heutigen Gemeindenamens gilt.
Die Veranlassung für das Aufkommen des Ortsnamens „Steierberg“ ist der durch den Schlachtentod des Grafen Bernhard im November 1147 bedingte Übergang seiner Besitzungen und seines Gefolges an den steirischen Markgrafen.
Ab dem 15. Jahrhundert gewann die heutige Wimitzer Landesstraße als Handelsweg an Bedeutung.
Nach den Franzosenkriegen gehörte Oberkärnten von 1809 an zu den Illyrischen Provinzen Frankreichs. Die Grenze zwischen Frankreich und dem Österreichischen Kaiserreich verlief bis 1814 mitten durch Steuerberg. An diese Tatsache erinnert noch heute ein Grenzstein (mit falscher Jahreszahl) an der Goggausee Landesstraße.
Bei der Bildung von politischen Gemeinden wurde das heutige Gemeindegebiet zunächst in die Großgemeinde Feldkirchen eingegliedert. Die Katastralgemeinden Wabl, Alt- und Neusteuerberg sprachen sich jedoch schon 1864 für die Lostrennung von Feldkirchen aus. Im Jahr darauf stimmte der Kärntner Landtag dem Anliegen zu, so dass sich 1866 aus den drei genannten sowie der KG Wachsenberg die Gemeinde „Steierberg“ konstituierte. Seither hat sich das Gemeindegebiet nur wenig verändert: 1923 kam der südlichste Teil von Wachsenberg zur damals selbständigen Gemeinde Waiern und im Zuge der Gemeindestrukturreform 1972/73 erhielt Steuerberg kleinere Teile von den Gemeinden Himmelberg und Weitensfeld.

## Bevölkerung
Zum Zeitpunkt der Volkszählung 2001 hatte Steuerberg 1.693 Einwohner, davon waren 97,4 % österreichische und 1,7 % deutsche Staatsbürger. 78,4 % der Bevölkerung bekannten sich zur römisch-katholischen und 16,7 % zur evangelischen Kirche, 3,2 % waren ohne religiöses Bekenntnis.

## Kultur und Sehenswürdigkeiten

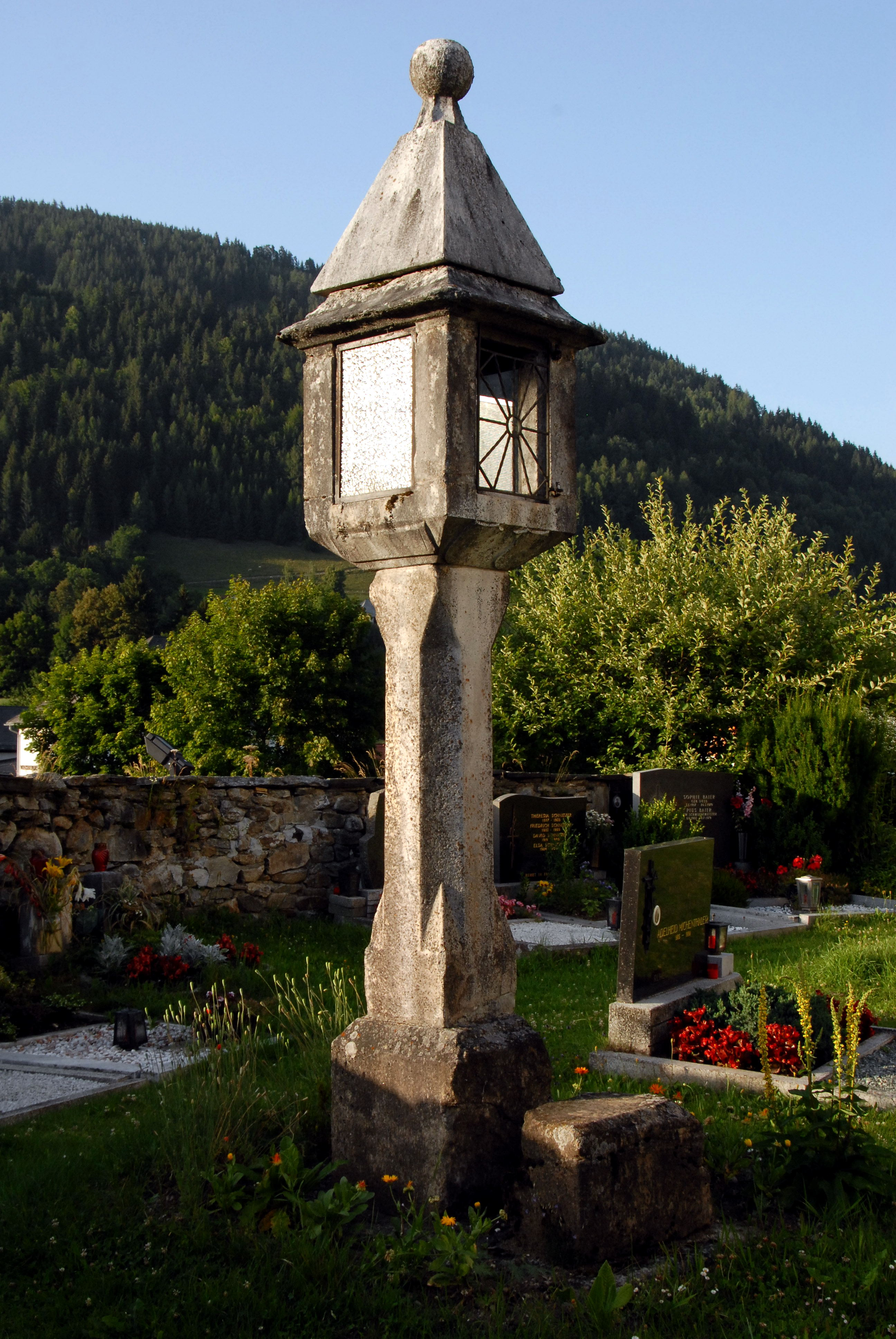
Lichtsäule im Friedhof
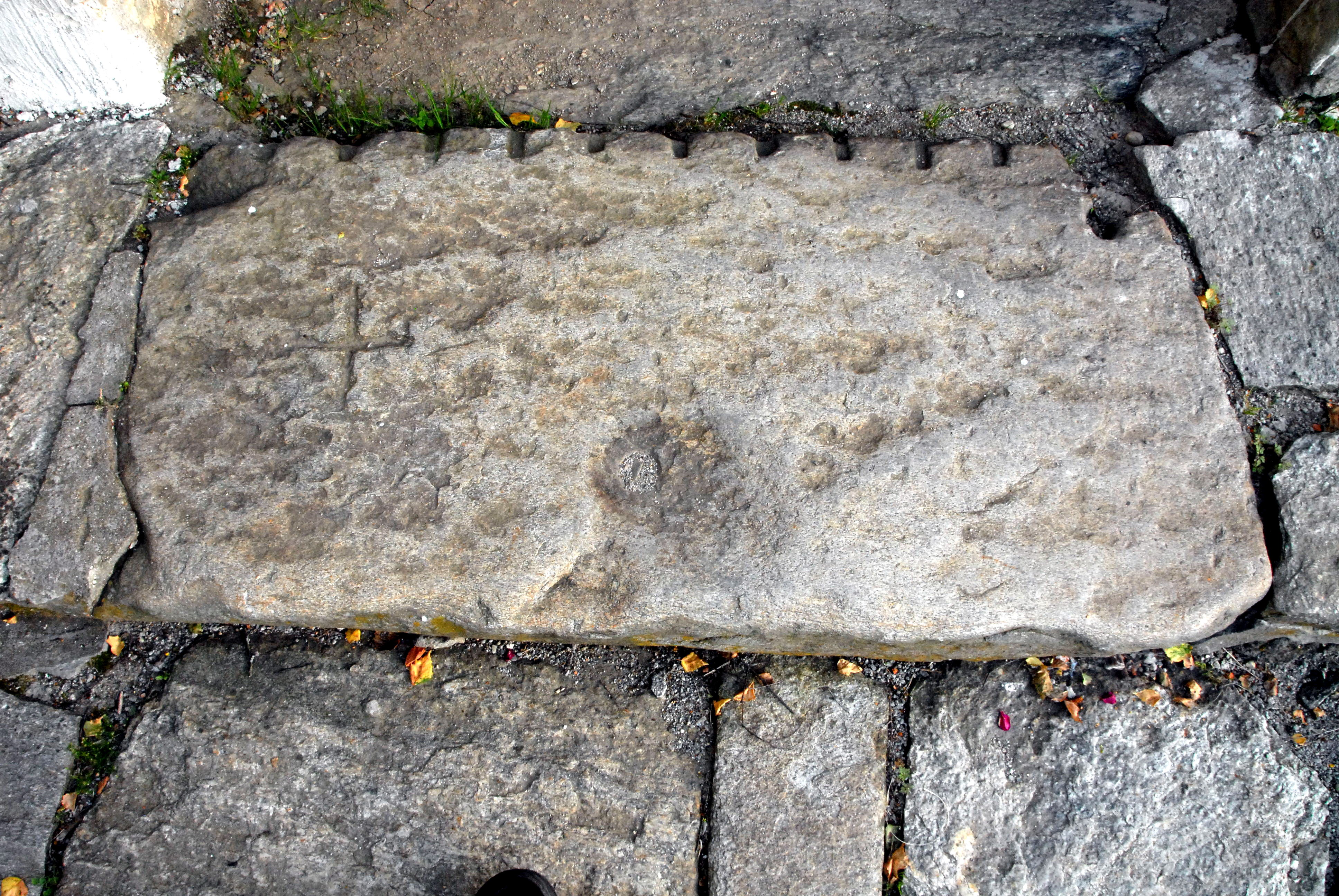
Keltischer Schwellenstein am Friedhofeingang
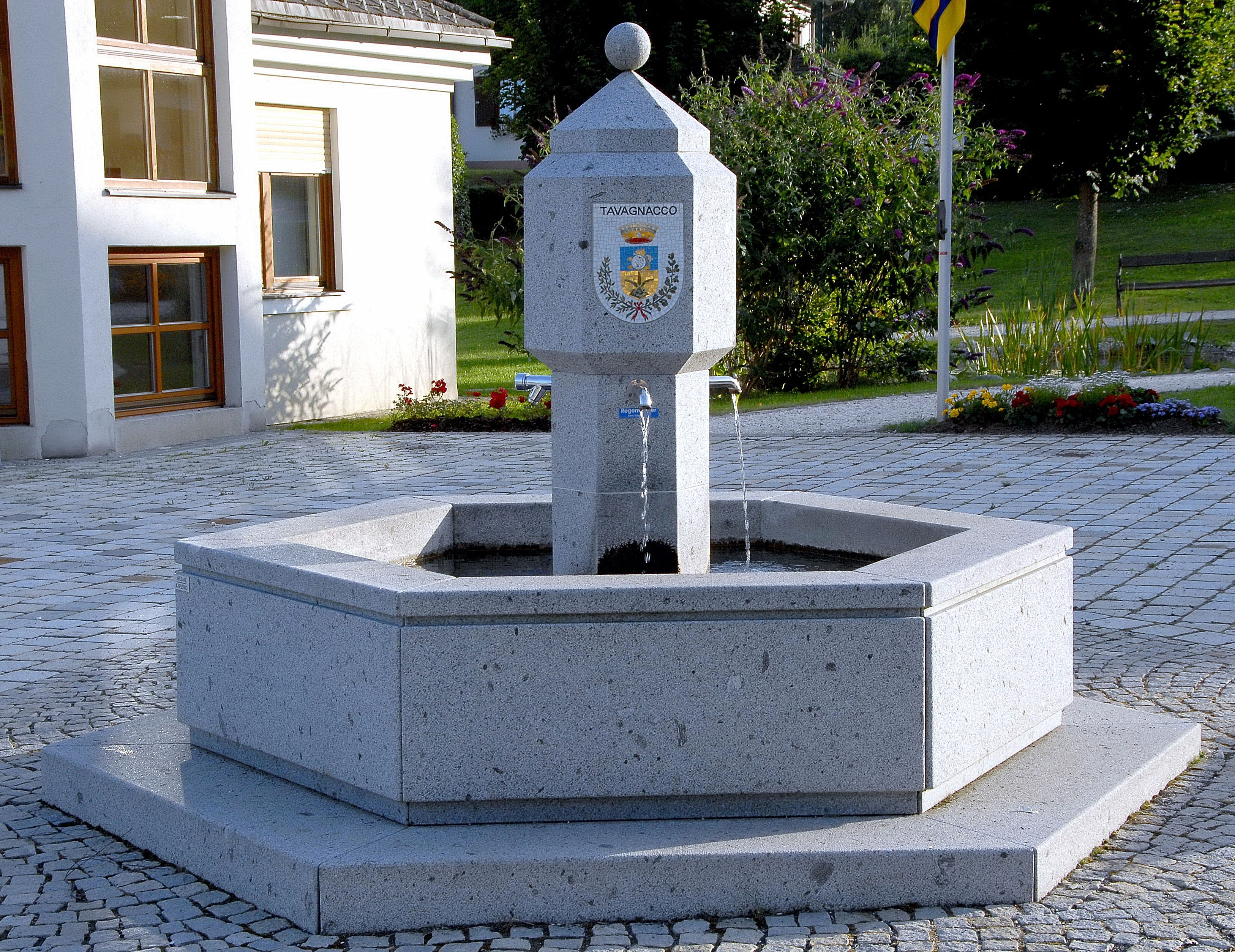
„Tavagnacco-Brunnen“ in Steuerberg
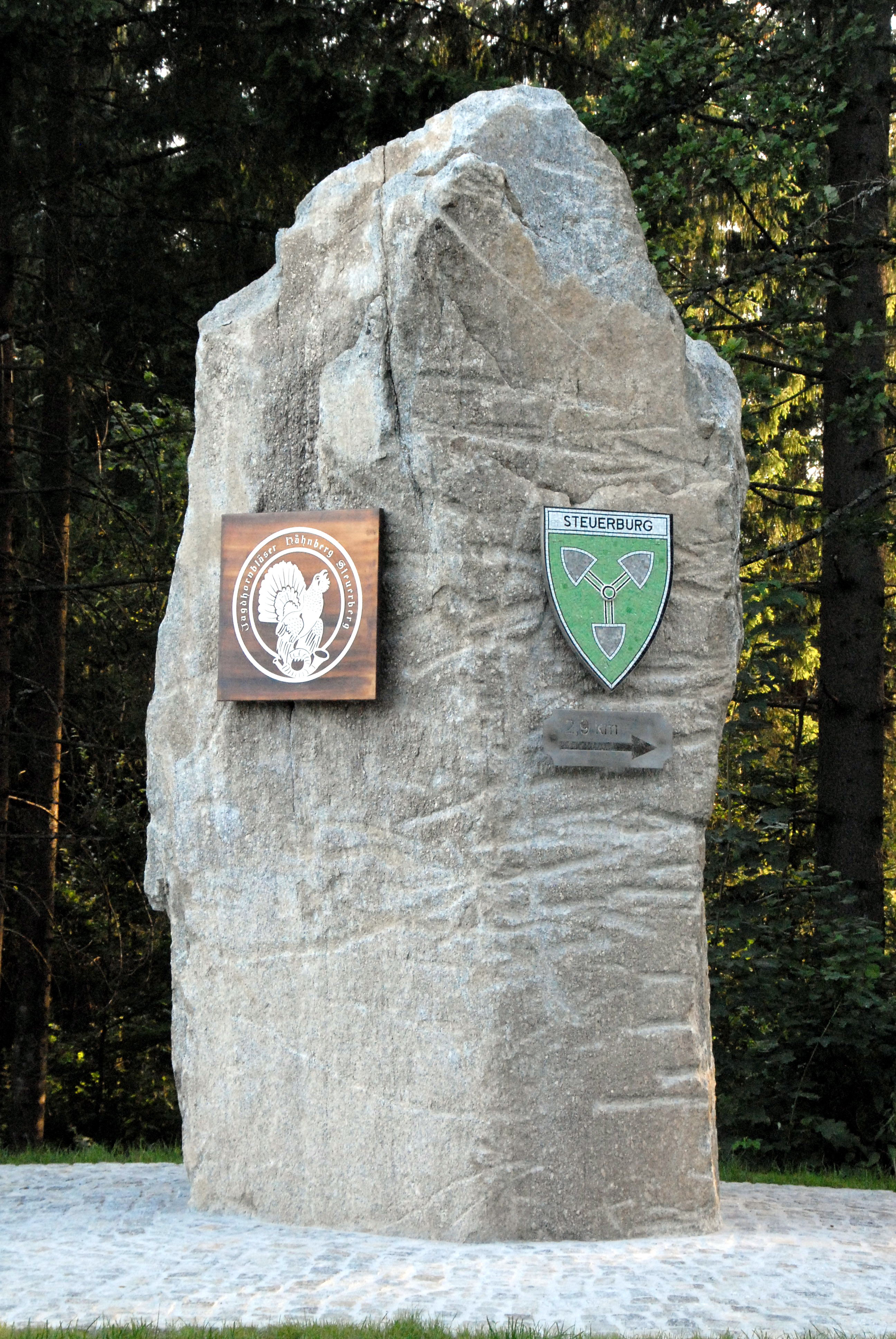
Wappendenkmal an der westlichen Ortseinfahrt

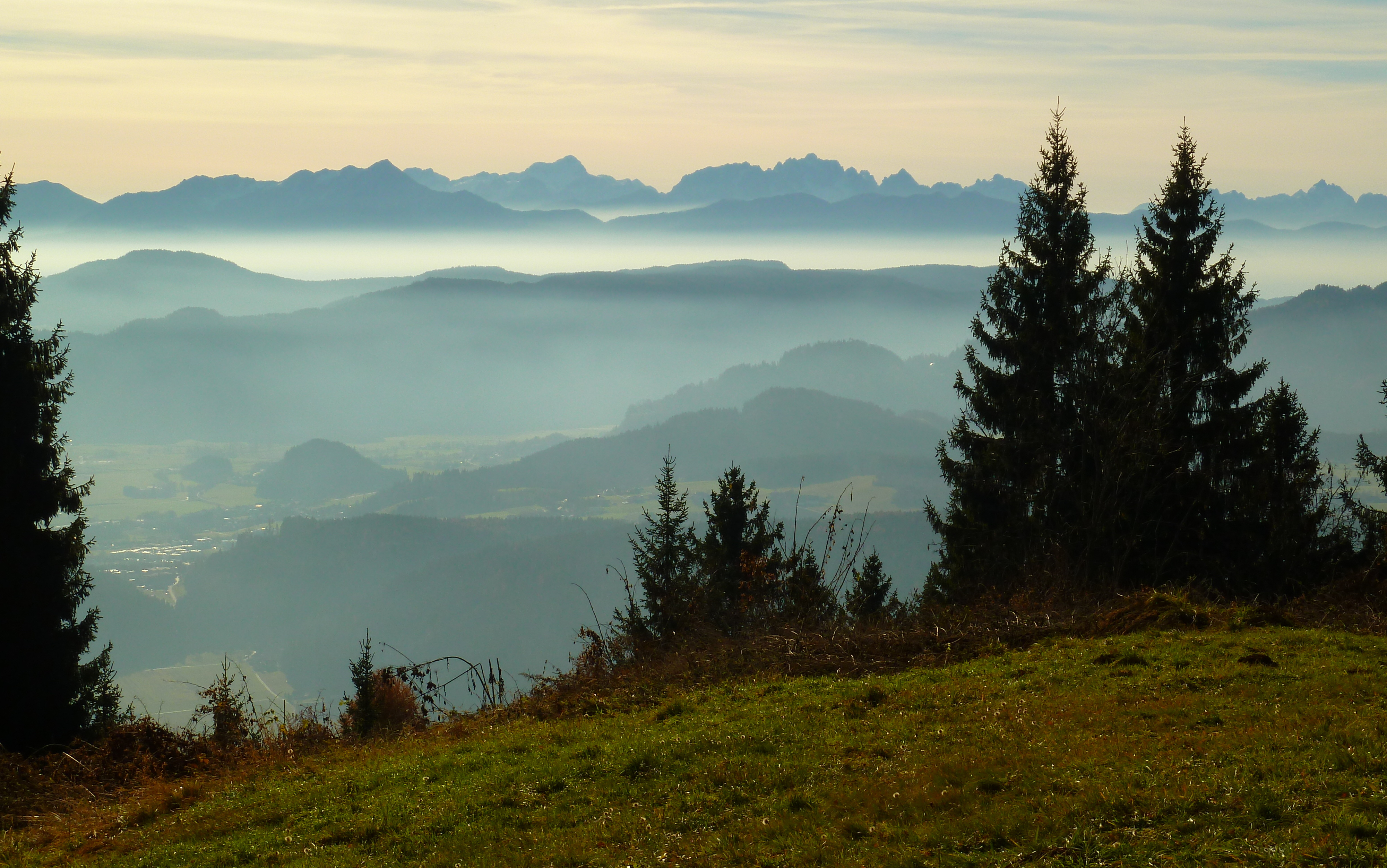
Aussicht vom Kitzel nach Süden

In Wachsenberg: die katholische Pfarrkirche Hl. Andreas. Ehemaliges Mesnerhaus, ein zweigeschoßiger Holzbau aus dem 18. Jahrhundert.
Von Wachsenberg führt ein Fußweg auf den Kitzel (1091 m) zur katholischen Filialkirche Hl. Ägidius, der sogenannten Kitzelkapelle. Von hier hat man eine schöne Aussicht nach Süden zu den Karawanken und Julischen Alpen, nach Nordwesten zu den Gurktaler Alpen.

## Wirtschaft und Infrastruktur
Traditionell ist die Gegend stark land- und forstwirtschaftlich bestimmt, wenn auch der Fremdenverkehr in den letzten Jahrzehnten immer mehr an Bedeutung gewonnen hat. Sehr stark zugenommen hat aber auch der Anteil der Auspendler in die nahe Stadt Feldkirchen sowie zu entfernteren Arbeitsstätten.
Steuerberg gehört zu den neun Gründungsmitgliedern der Kärntner Holzstraßen-Gemeinschaft. 2001 wurde hier ein Kirchtag zum Thema Holzstraße abgehalten. Ein vor der Volksschule aufgestellter mit Blumenschmuck verzierter hölzerner Brunnentrog erinnert an dieses Ereignis.

### Wirtschaftssektoren
Die folgende Tabelle zeigt die Entwicklung der Anzahl der Betriebe und der Beschäftigten in den Wirtschaftssektoren:
| Wirtschaftssektor            | Anzahl Betriebe | Anzahl Betriebe | Anzahl Betriebe | Erwerbstätige | Erwerbstätige | Erwerbstätige |
| Wirtschaftssektor            | 2021            | 2011            | 2001            | 2021          | 2011          | 2001          |
| ---------------------------- | --------------- | --------------- | --------------- | ------------- | ------------- | ------------- |
| Land- und Forstwirtschaft 1) | 53              | 85              | 109             | 64            | 53            | 40            |
| Produktion                   | 18              | 21              | 6               | 81            | 45            | 8             |
| Dienstleistung               | 163             | 68              | 34              | 511           | 100           | 89            |

1) Betriebe mit Fläche in den Jahren 2010 und 1999, Arbeitsstätten im Jahr 2021

### Verkehr
Die wichtigste Straßenverbindung ist die Gurktal Straße B93, die Steuerberg mit dem Gurktal im Norden und der Bezirkshauptstadt Feldkirchen im Süden verbindet.

## Politik

### Gemeinderat
Der Gemeinderat von Steuerberg hat 15 Mitglieder und setzt sich seit der Gemeinderatswahl 2021 wie folgt zusammen:
- 4 ÖVP
- 4 FPÖ
- 6 SPÖ
- 1 Grüne

### Bürgermeister
Bürgermeister seit 1866 waren:
- 1866–1883 Wolfgang Petritz
- 1883–1886 (?)Engelbert Thomaschitz
- 1886–1889 Karl Petritz
- 1889–1892 (?)Engelbert Thomaschitz
- 1892–1908 Karl Petritz
- 1908–1910 Franz Zwischenberger
- 1910–1918 Franz Kampl
- 1919–1938 Karl Steiner
- 1938–1941 Josef Schnitzer
- 1941–1945 Andreas Michenthaler
- 1945–1950 Max Zitterer
- 1950–1954 Willibald Blasge
- 1954–1958 Max Zitterer
- 1958–1964 Johann Thaler
- 1964–1984 Otto Hinteregger
- 1984–1985 Johann Niederbichler
- 1985–2021 Karl Petritz (ÖVP)
- seit 2021 Werner Egger (SPÖ)[11]

### Wappen
Das Wappen, das der Gemeinde am 8. März 1966 verliehen wurde, nimmt Bezug auf die namensgebende Burg Steuerberg bzw. auf das erstmals nachweisbare Siegel der dort ansässigen Ministerialen (Siegel des Otto von Steierberg an einer Urkunde vom 15. Juni 1305). Die darauf abgebildeten, verbundenen drei Schilde sollen den Hauptschild offenbar verstärken und widerstandsfähiger machen; mit Steuerrudern hat das Wappen nichts zu tun.
Die amtliche Blasonierung des Wappens lautet: „In Grün drei durch schwarze Riemen mit einem schwarzen Buckelring verbundene silberne Schilde im Dreipass.“
Die Fahne ist Grün-Weiß mit eingearbeitetem Wappen.

### Partnergemeinde
- Tavagnacco, Friaul-Julisch Venetien, Italien

## Persönlichkeiten

### Mit der Gemeinde verbundene Persönlichkeiten
- Andreas Tiffner (* 1991), Fußballspieler